# Sweet Harmony
Sweet Harmony è un brano musicale del gruppo The Beloved, estratto come singolo dall'album Conscience del 1993.
Uscito l'11 gennaio del 1993, si è posizionato terzo in classifica in Austria e sesto in classifica in Germania e Svizzera. In Italia il singolo si è posizionato al nono posto.